# Leif Eriksson (konstnär)
Leif Eriksson, född 1939 i Uppsala, död 2019 i Malmö, var en svensk konstnär och bokförläggare.
 

## Biografi
Leif Eriksson blev känd efter ett uppmärksammat upphovsrättsmål, när han 1977 plagierade verk av konstnären Max Walter Svanberg. Rättsfallet var unikt och prejudicerande, och Svanberg kom att förlora målet. 
Eriksson startade 1978 ett arkiv för Artists’ Books. SAAB, The Swedish Archive of Artists’ Books samt förlaget Wedgepress & Cheese. 

Leif Eriksson belönades 2003 med Gunnar och Lilly Perssons stiftelses konststipendium. 
Ystads Konstmuseum visar 2024 en retrospektiv över hans konstnärskap.   Under utställningen visas filmen "Ett alternativt utrymme för konst", en film om Leif Eriksson av Christel Lundberg.  